# Framework (logiciel)
Pour les articles homonymes, voir Framework (homonymie).
Framework est une suite bureautique intégrée commercialisée par Ashton-Tate entre 1984 et 1991. Elle présente la particularité d'intégrer dans un même logiciel ce qui existait alors sous forme d'applications séparées : un traitement de texte, un gestionnaire de fichiers, un tableur, un générateur de graphiques, une gestion de bases de données, un outil de télécommunications et un langage de programmation nommé FRED,. 
En 1985, Framework fonctionne sur les ordinateurs IBM PC équipés du système d'exploitation PC-DOS ou MS-DOS et utilise sa propre interface graphique. Son prix catalogue en 1985 est de 700 $. Son principal concurrent est Lotus Symphony,.
Une autre innovation de Framework était dans la structure de ses fichiers : un fichier framework pouvait contenir une arborescence -telle une table des matières- ou prenaient place les éléments de la suite bureautique : feuilles de calcul, textes, graphiques de gestion, fichiers de données, et des macro FRED. Ceci permettait de réunir dans un même fichier des éléments de types différents. Ce qui reste inégalé aujourd'hui.
Framework fut naturellement concurrencé par d'autres suites bureautiques, fonctionnellement moins riches, mais disposant de moyens marketing beaucoup plus importants : Symphony (édité par Lotus), Open Access, ou Microsoft Works.
Dès l'origine, Framework publia ses numéros de versions en chiffres romains : le logiciel devint Framework II, III, et IV, jusqu'au décès de George Tate, PDG d'Ashton Tate.
La compagnie fut alors rachetée en 1991 par Borland, qui revendit Framework à "Selections & Functions, Inc.". Depuis 20 ans, Selections and Functions Inc. fait évoluer Framework, en préservant la compatibilité avec les versions d'origine.
Framework, qui a été porté sous toutes les versions de Windows, existe en plus de 20 langues. En 2008, Selections and Functions Inc a lancé la version IX. La version X est annoncée pour 2009.

## Histoire
Framework a été créé par Robert M. Carr de la société Forefront en juillet 1984. Un an après son lancement, Forefront est rachetée par la société Ashton-Tate. Celle-ci espère que Framework se vendra aussi bien sinon mieux que son produit phare DBase,. La commercialisation de Framework est un succès. Ashton-Tate met sur le marché Framework II en septembre 1985, . 
En 1984, le constructeur automobile Lotus mentionnait avec humour, dans sa publicité, qu'il utilisait le logiciel Framework. Framework était réputé être la meilleure suite bureautique, et Ashton-Tate, son producteur, était un des leaders du domaine (avec Microsoft et Lotus Software). Ce type de logiciel a été largement concurrencé par la suite Office de Microsoft et a disparu dans les années 1990.
Bien que largement soutenu par les magazines d'informatique, Framework n'a jamais été très populaire auprès des consommateurs. 
En 1991, Ashton-Tate, leader du marché des logiciels de gestion de base de données est rachetée par son concurrent Borland qui édite le tableur Quattro-Pro. Framework est alors revendu à Selections & Functions, Inc. 

## Fonctionnalités
Framework met en œuvre une interface graphique dans un environnement texte sous MS-DOS qui n'en offre pas. Framework offre les fonctionnalités de traitement de texte, de tableur, de gestionnaire de fichiers (abusivement appelé bases de données), de télécommunication. Un correcteur orthographique complète le traitement de texte qui, grâce au gestionnaire de fichiers, offre une fonction de publipostage. 
Le tableur est complété par un grapheur, pour la création de graphiques de gestion. Un langage de programmation permet l'ajout de macro commandes.
Le module de bases de données permet de consulter le contenu des fichiers du logiciel DBase - du même éditeur, et de l'utiliser pour créer des lettres-type avec l'aide du module de traitement de texte. Le module de communication de Framework permet d'envoyer ou de recevoir des fichiers et des messages, et d'effectuer des appels téléphone. Framework était réputé facile à apprendre, la version II l'était encore plus que la précédente.
Les cadres (anglais frame) sont une notion centrale de Framework, qui permet, des années avant Windows, de travailler avec plusieurs cadres en même temps. Un cadre peut contenir un autre cadre. Les données étant liées, les changements effectués sur un des cadres sont mis à jour dans les autres cadres. Par exemple la modification des chiffres d'un tableau, provoquent automatiquement la modification du graphique. Framework offrait des fonctionnalités introuvables chez ses concurrents. À partir d'un cadre de Framework, il était possible d'exécuter des commandes DOS. Framework met en œuvre un langage de programmation, qui permet d'automatiser des actions et effectuer des calculs complexes tels que ceux des domaines des assurances ou de l'industrie.
Sa fonction d'esquisse crée les grandes lignes d'une structure dans laquelle l'utilisateur peut alors placer un paragraphe de texte, un tableau issu du tableur ou une image issue de l'outil de graphique. Chaque esquisse peut être une présentation de gestion de projet, comportant une analyse de coût, des notices et des projections.
Framework était vendu avec une volumineuse documentation - une pile de brochures de 3 cm d'épaisseur. Il y avait un livre Getting Started (traduction: prêt au départ). Quick reference guide (référence rapide), Learning Framework et Using Framework II (apprendre, et utiliser Framework).
Ashton-Tate, son éditeur, publie également plusieurs livres à son sujet: Framework - An introduction, Framework - On-the-job applications, Framework - An introduction to programming, Framework - A programmer's reference et Framework - A developper's handbook.
Le dispositif de protection contre la copie de Framework faisait des inscriptions cachées sur le disque dur où était installé Framework ainsi que sur la disquette qui avait servi à l'installation. Ce mécanisme empêchait deux installations successives de Framework, ce qui causait des problèmes techniques en cas de panne, ou en cas de sauvegarde et récupération du disque dur.